# Epiblema foenella
Epiblema foenella là một loài bướm đêm thuộc họ Tortricidae. Nó được tìm thấy ở hầu hết châu Âu.
Sải cánh dài 17–26 mm. Con trưởng thành bay từ tháng 5 đến tháng 8 tùy theo địa điểm.
Ấu trùng ăn the roots và lower stem of Artemesia vulgaris.

## Hình ảnh

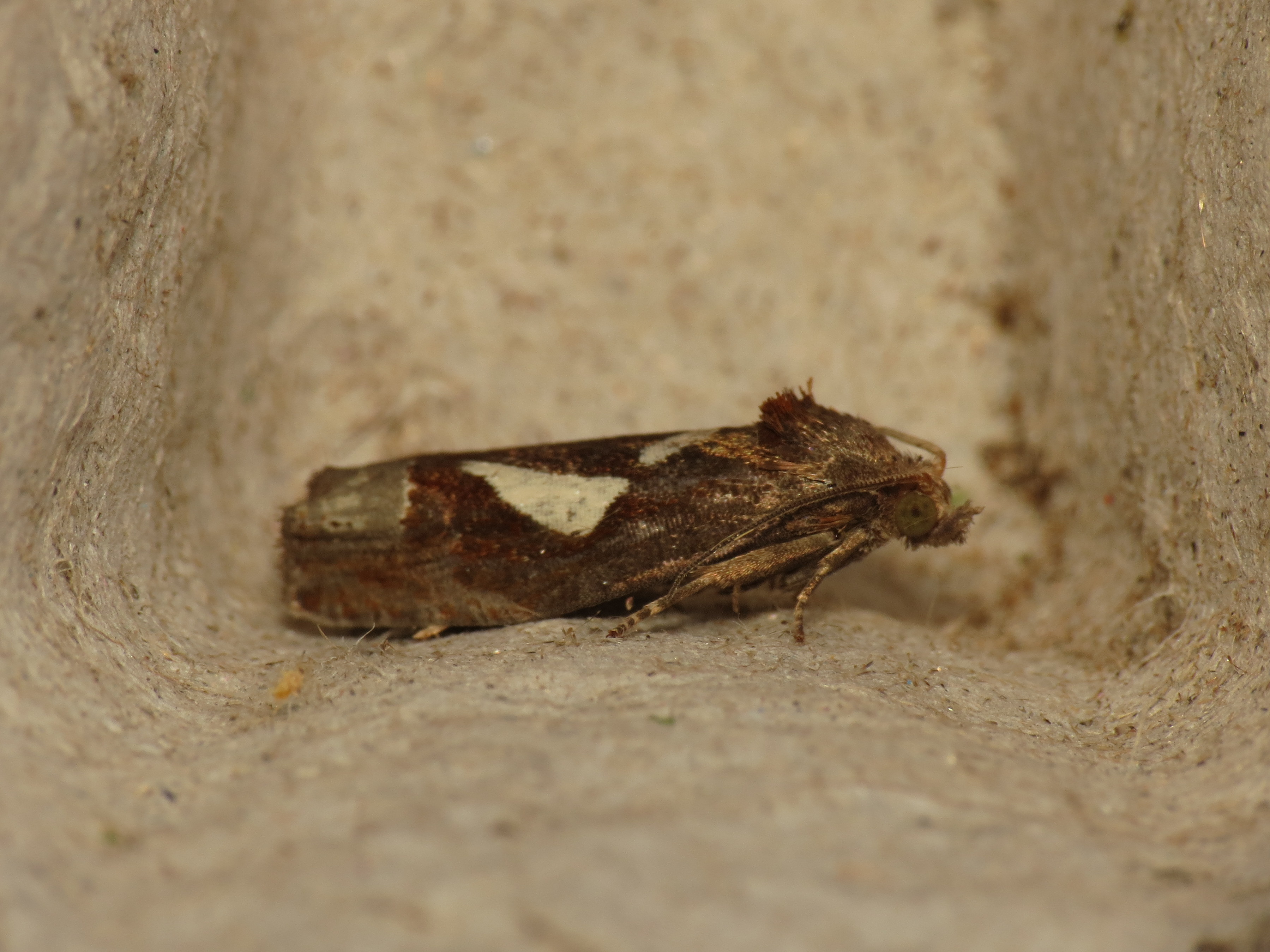
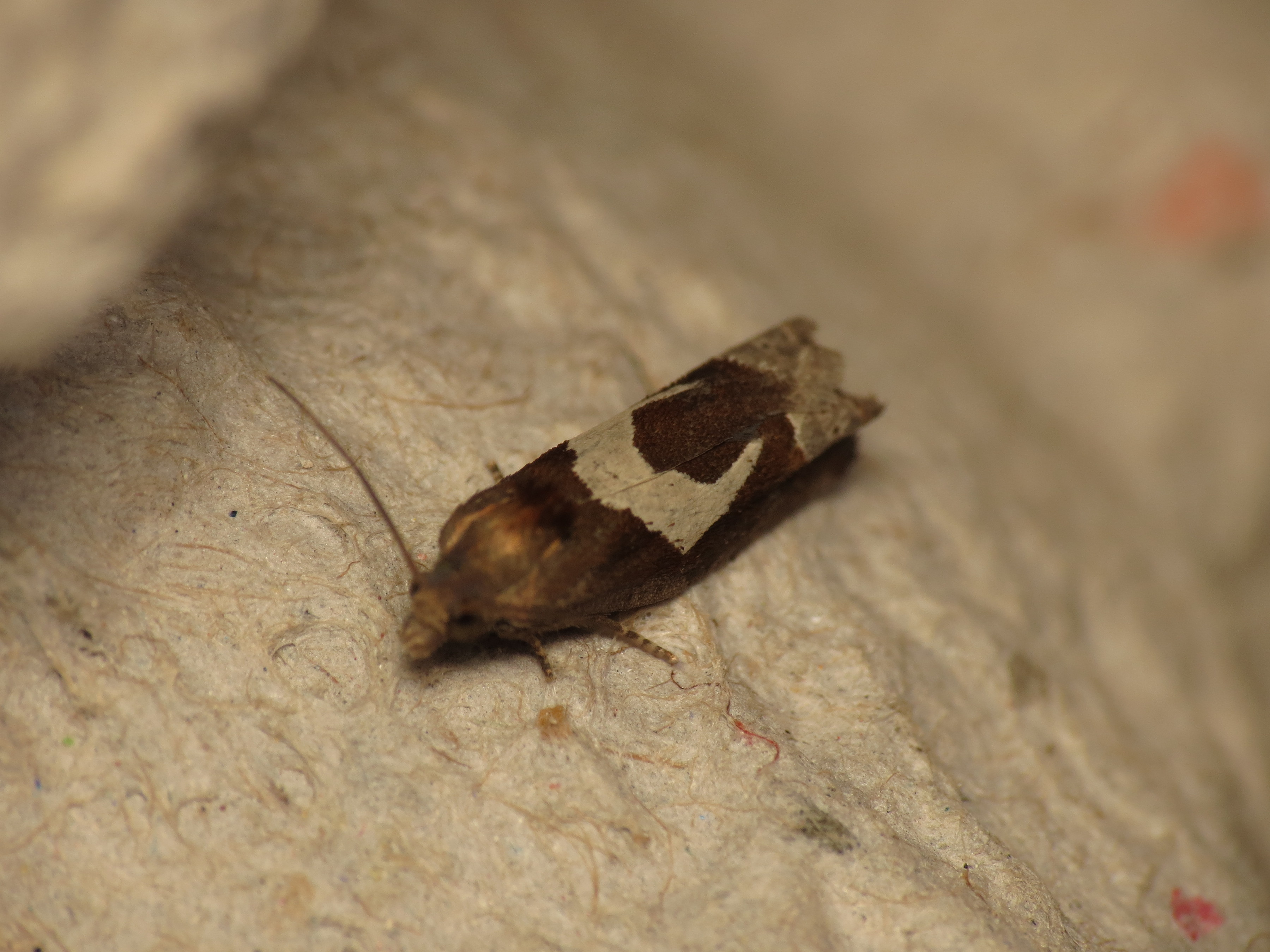
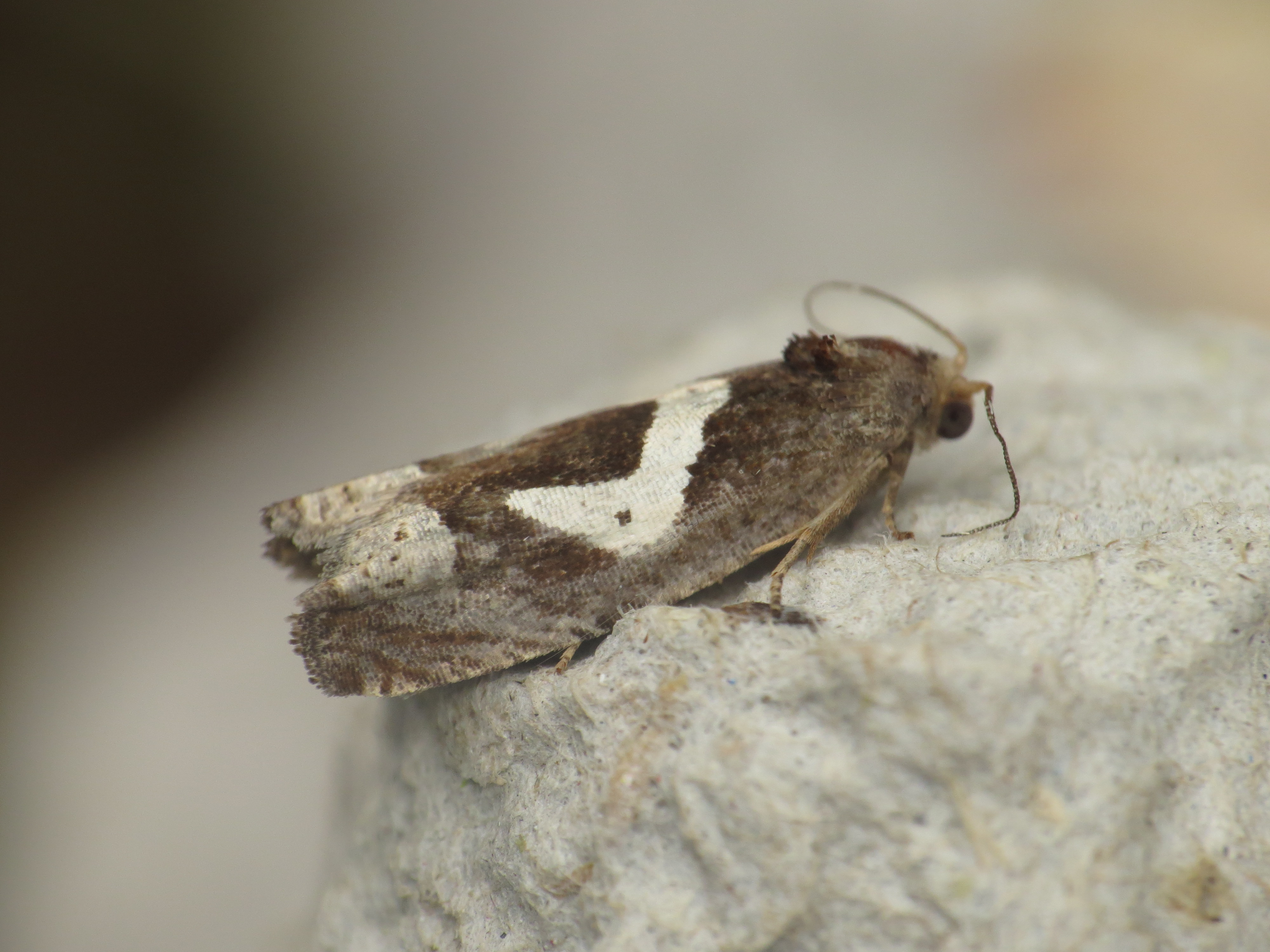
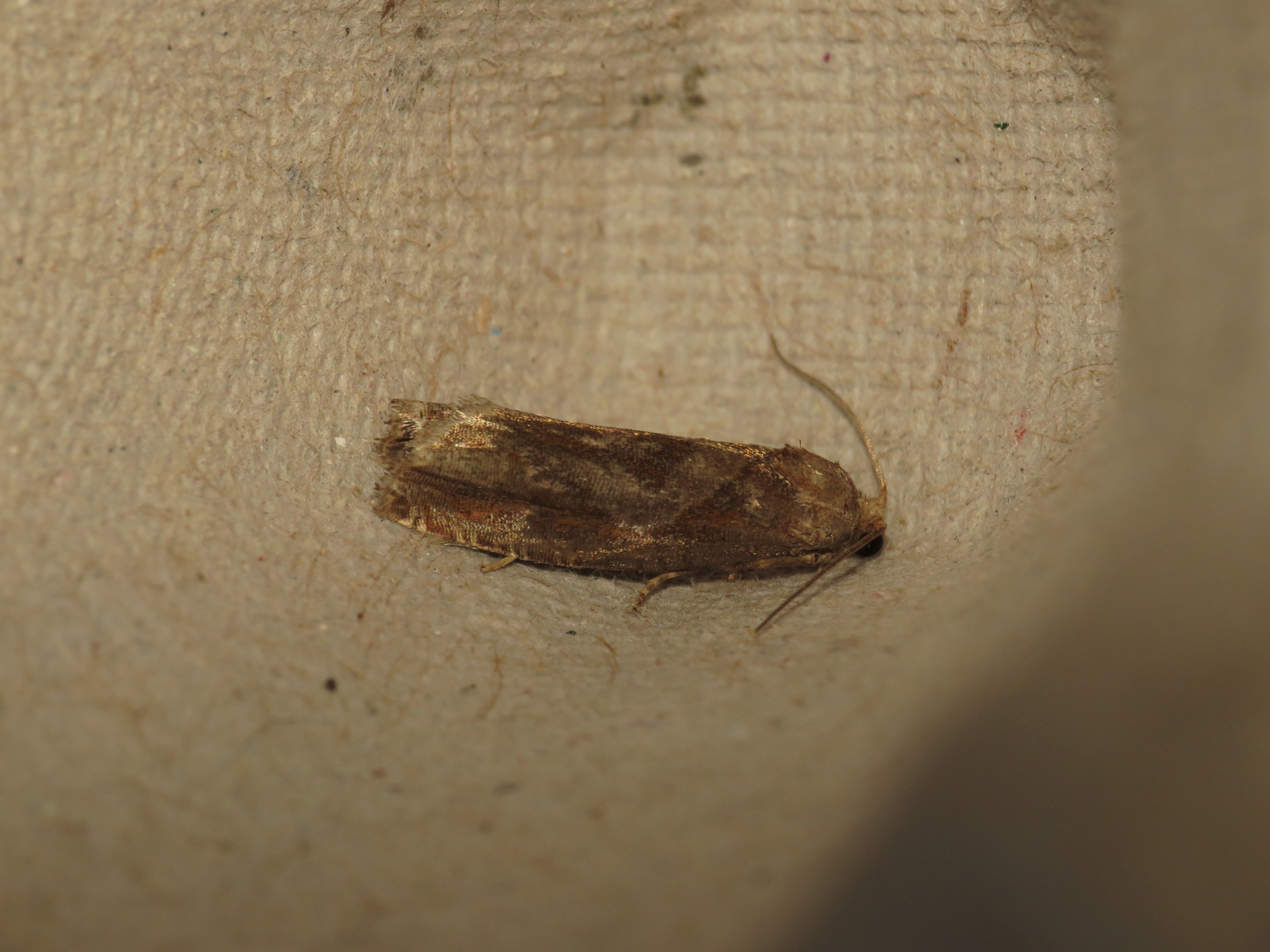